# Onésime Monprofit
 (mai 2017).
Si vous disposez d'ouvrages ou d'articles de référence ou si vous connaissez des sites web de qualité traitant du thème abordé ici, merci de compléter l'article en donnant les références utiles à sa vérifiabilité et en les liant à la section « Notes et références ».
Onésime Monprofit, né le 23 octobre 1850 à Gennes (Maine-et-Loire) et mort le 7 mai 1906 à Paris (Seine), est un journaliste français. 

## Biographie
Après des études de droit à Angers, il devient rédacteur à La Démocratie d’Angers. En 1872, il vient à Paris collaborer au Radical où un article sur la Commune lui vaut trois mois de prison. Il travaille ensuite pour plusieurs titres républicains comme Le Peuple souverain, Le Corsaire, La Tribune, Le Bien public (de Paris), Les Droits de l’Homme et La Réforme économique. Il garde le contact avec sa région d'origine en collaborant au Travailleur, un journal d'Angers. Dans les années 1870, il participe aussi à la fondation de La Lanterne et de La Révolution française. C’est un ami de Francis Enne avec lequel il publie de 1873 à 1875, une suite de livraisons hebdomadaires intitulées Le Panthéon républicain. L'ensemble fait ensuite l'objet d'une édition en volume. Plus tard, il collabore à L’Avant-garde, Le Mot d’ordre, Le Réveil-Matin et surtout L’Écho de Paris où il signe Pertinax. Il est aussi un moment rédacteur en chef de L’Estafette. En 1888, Il lance le projet d'un Grand dictionnaire encyclopédique des communes de France qui ne verra pas le jour.

## Œuvres
- Les murs de Paris en 1873, 1873.
- Le Docteur Guépin, sa vie, ses œuvres, son caractère, 1874.
- Étude sur l'organisation électorale, 1874.
- Maillé, 1874.
- Le Panthéon républicain, 1880 (avec Francis Enne)
- Les coups d'État, histoire et théorie : 18 Brumaire, 1830, 2 décembre, 1887.